# Dorothea Maria Graff
Dorothea Maria Henriette Graff, nota anche come Dorothea Maria Merian (Norimberga, 2 febbraio 1678 – San Pietroburgo, 5 maggio 1743), è stata una pittrice, disegnatrice e illustratrice tedesca,  specializzata nella pittura di fiori ed insetti.

## Biografia
Era la figlia secondogenita del pittore Johann Andreas Graff (1637-1701) e della pittrice Anna Maria Sibylla Merian (1647-1717)
.
Fu sua madrina la pittrice di Norimberga Dorothea Maria Auerin, un'allieva di sua madre. Tra il 1678 e d il 1699, Dorothea visse con la sua famiglia a Norimberga, Francoforte sul Meno, Wieuwerd ed Amsterdam.
Merian e le sue due figlie aprirono uno studio e si dedicarono alla pittura di piante, uccelli ed insetti e crearono opere d'arte basate sui migliori acquerelli del Libro dei bruchi. Questo libro, costituito da due volumi, conteneva una serie di acquerelli di Anna Maria Sibylla Merian rappresentanti falene e farfalle in tutti gli stadi della loro metamorfosi, a partire dalle uova, fino ai bruchi ed infine agli adulti.
Nel 1699 partì con la madre alla volta del Suriname alla ricerca di piante ed insetti tropicali. Probabilmente apprese dalla madre non solo l'arte del disegno e della pittura, ma anche imparò come effettuare la ricerca e la preparazione degli insetti. Insieme alla madre ricercò, coltivò e allevò, disegnò e descrisse piante ed insetti indigeni.
Tuttavia Merian nel suo Metamorphosys non cita la figlia, ma ringrazia i suoi informatori indiani ed africani.
Nel settembre 1701, Dorothea e la madre ritornarono ad Amsterdam, Dopo alcuni mesi la Graff si sposò con il chirurgo Philip Hendriks di Heidelberg, che aveva uno studio ad Amsterdam. Dal matrimonio nacque un figlio che morì in tenera età.
Dopo la morte del marito nel 1711, Dorothea iniziò a chiamarsi anche Merian. Quando sua madre nel 1714, in conseguenza di un colpo apoplettico, rimase paralizzata, si prese cura di lei.
Nel 1715 si risposò con il pittore svizzero Georg Gsell (1673-1740), da cui ebbe tre figli ed una figlia.
Nel 1717 pubblicò il terzo volume del libro Der rupsen begin, voedsel en wonderbaare verandering... (ovvero Il libro dei bruchi), l'ultimo libro della madre recentemente scomparsa. Sotto il titolo del frontespizio compare il nome di Dorothea Maria Henricie come editore e l'accenno all'appendice relativa agli insetti ad opera della sorella Johanna Herolt-Graff (appendice che non sarà mai pubblicata nel Libro dei bruchi).
Lo zar Pietro il Grande, che soggiornò nei Paesi Bassi negli anni 1716-1717, venne a conoscenza delle opere delle Merian e chiese che la coppia Gsell-Merian venisse al suo servizio. Prima di partire, Dorothea vendette tutti i disegni, le stampe e i testi dei libri di sua madre all'editore di Amsterdam Johannes Oosterwijk. Nell'ottobre 1717 giunsero a San Pietroburgo dove Georg fu nominato pittore di corte e Dorothea si occupò di educazione artistica presso l'Accademia delle Scienze e fu amministratrice della collezione di storia naturale. Eseguì anche dipinti di fiori ed uccelli per il gabinetto delle curiosità dello zar.
Nel 1736 ritornò ad Amsterdam per acquistare un certo numero di opere della madre per l'Accademia.
Secondo lo storico dell'arte russo Somov, Dorothea fu la principale divulgatrice della pittura europea in Russia.